# Leucastea dohrni
Leucastea dohrni is een keversoort uit de familie halstandhaantjes (Megalopodidae). De wetenschappelijke naam van de soort werd in 1855 gepubliceerd door Stål.